# Megastylus orbitator
Megastylus orbitator là một loài tò vò trong họ Ichneumonidae.